# Formación Falda Ciénaga
La Formación Falda Ciénaga  se encuentra ubicada en la puna austral al Antofagasta de la Sierra, provincia de Catamarca, (Argentina)  y  Salar de Pocitos. La formación constituye depósitos marinos del ordovícico medio.

## Litología
Falda Ciénaga se divide en cuatro litotipos, la primera litofacie está compuesta por arenitas cuarzosas que se presentan en bancos de 30 a 60 cm de espesor. La segunda litofacie está definida por la presencia de bancos de grauvacas que no superan el metro de espesor. Bancos de menos de 15cm de limolitas se presentan en diversos colores y forman parte de la tercera litofacie que se encuentra intercalando la primera. Por última, la cuarta litofacie está constituida por pelitas negras que afloran en paquetes de hasta 2m presentadas en capas muy finas de hasta 1cm.

## Ambiente
La Formación Falda Ciénaga se depositó en un ambiente marino profundo de la cuenca ordovícica de la puna. Más precisamente, los depósitos corresponden a turbiditas de los lóbulos laterales de abanicos submarinos. La paleocorriente indica un aporte desde el suroeste hasta sureste y el eje mayor se orienta de sur a norte, se infiere que el material provino desde las sierras Famatinianas y sierras pampeanas.

## Paleontología
El registro paleontológico es escaso, debido a esto la definición de la extensión es difícil de determinar. Se hallaron faunas de graptolites Phyllograptus sp y Glossoraptus sp. Por lo que se le atribuye una edad Ordovícica media entre el Dapingiano superior y el Darriwiliano Tula et al. (2000).